# Žanna Němcovová
Žanna Borisovna Němcovová (rusky Жанна Борисовна Немцова; * 26. března 1984, Nižnij Novgorod) je ruská novinářka a televizní moderátorka, nejstarší dcera zastřeleného ruského opozičního politika Borise Jefimoviče Němcova.

## Profesní kariéra

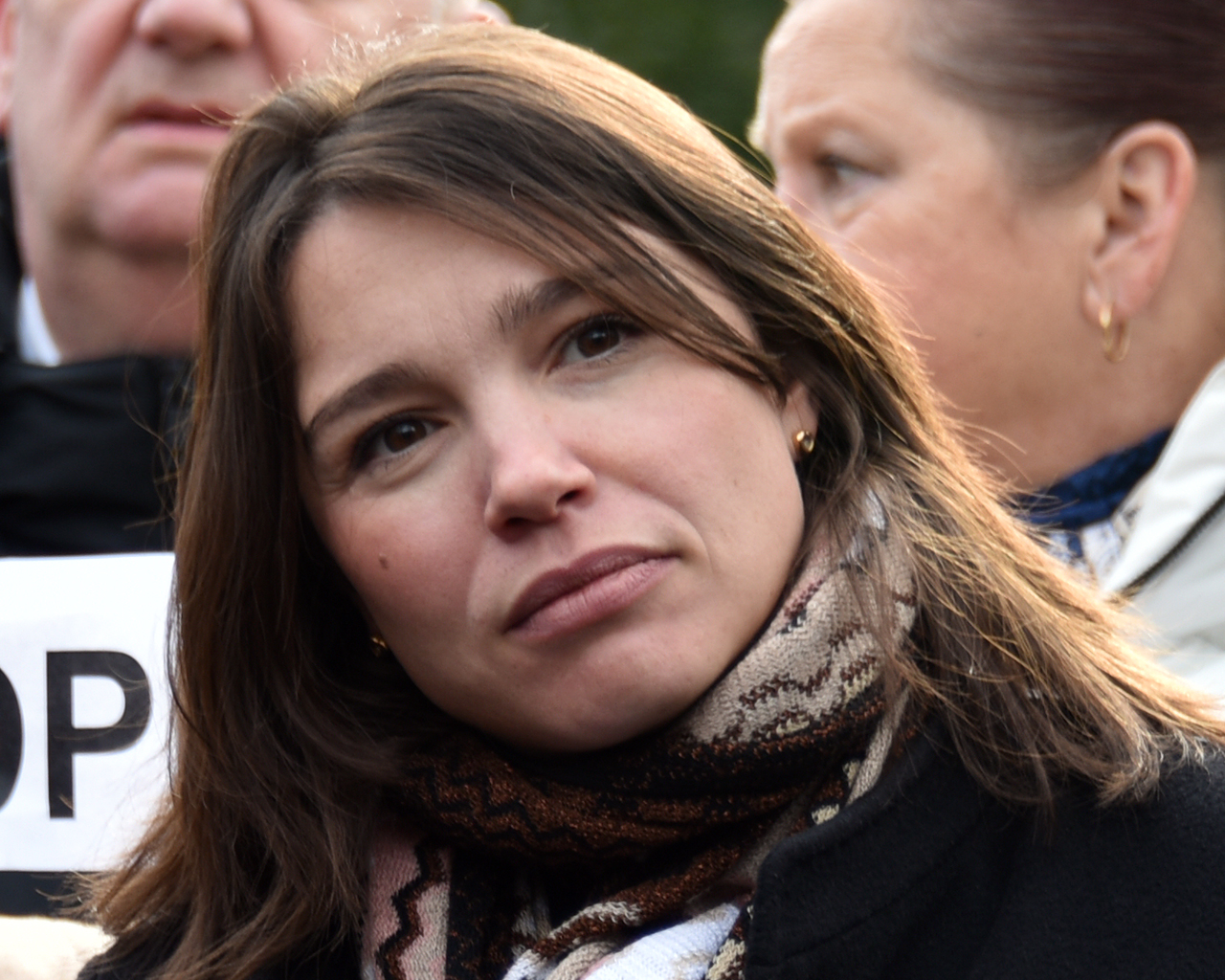
Žanna Němcovová při slavnostním přejmenování náměstí v Praze, únor 2020.

Pochází z Nižního Novgorodu. V roce 1997 se přestěhovala s rodinou do Moskvy, když se stal její otec Boris Němcov vicepremiérem. Po maturitě studovala management na Moskevském státním institutu mezinárodních vztahů, vedle ruštiny hovoří také anglicky a portugalsky.
Krátce pracovala na stanici Echo Moskvy. Od roku 2007 působila na RBC TV, kde moderovala pořad „Trhy“ (rusky Рынки).
Poté, co jí začaly chodit výhružné zprávy kvůli kritice režimu prezidenta Vladimira Putina, opustila v červnu 2015 Rusko. K tomuto kroku ji přinutil i případ novináře a blízkého spolupracovníka jejího otce Vladimira Kara-Murzy mladšího, který byl převezen do nemocnice s podezřením na otravu neznámým jedem. Přes sociální sítě i nadále dostávala vzkazy, aby se nepletla do politiky, jinak ji stihne osud jejího otce, proto se nakonec rozhodla z Ruska vycestovat.
Od té doby pracuje pro německou rozhlasovou a televizní stanici Deutsche Welle. V srpnu 2015 obdržela Cenu solidarity a při slavnostním ceremoniálu řekla, že část peněz věnuje na projekty na Ukrajině.
V roce 2017 se Němcovová stala spoluředitelkou Akademického centra Borise Němcova (ACBN), který je společným projektem fondu B. Němcova a Filosofické fakulty Univerzity Karlovy v Praze. Žanna Němcovová se nejaktivněji angažuje v činnosti letní školy žurnalistiky.
Dne 25. února 2020 se zúčastnila slavnostního přejmenování náměstí před budovou velvyslanectví Ruské federace v Praze na náměstí Borise Němcova.
K invazi Ruska na Ukrajinu se vyjadřuje velmi kriticky a připomněla, že její otec Boris Němcov se už v roce 2010 angažoval v opoziční kampani „Putin musí odejít“. Ve zprávě o ruské agresi na Ukrajině z roku 2014, která vyšla až po jeho zavraždění, a nazvané Putin. Válka, napsal: „Tato válka je ostudou naší země. Problém se ale nevyřeší sám. Putin musí být zastaven.“ Žanna Němcovová je přesvědčena, že příčinou byla špatná diagnóza ruského režimu ze strany západních zemí - „Nikdo si zjevně neuvědomoval, jak velkou hrozbu pro bezpečnost Evropy představuje fakt, že v čele země s jadernými zbraněmi stojí skutečný diktátor.“

## Osobní život
V roce 2007 se vdala za o 15 let staršího bankéře Dmitrije Stěpanova, manželství však po čtyřech letech skončilo rozvodem.